# (3795) Nigel
(3795) Nigel est un astéroïde de la ceinture principale.

## Description
(3795) Nigel est un astéroïde de la ceinture principale. Il fut découvert le 8 avril 1986 à l'Observatoire Palomar par Eleanor Francis Helin. Il présente une orbite caractérisée par un demi-grand axe de 2,39 UA, une excentricité de 0,18 et une inclinaison de 9,8° par rapport à l'écliptique.

## Compléments